# Rätoromanische Sprachen

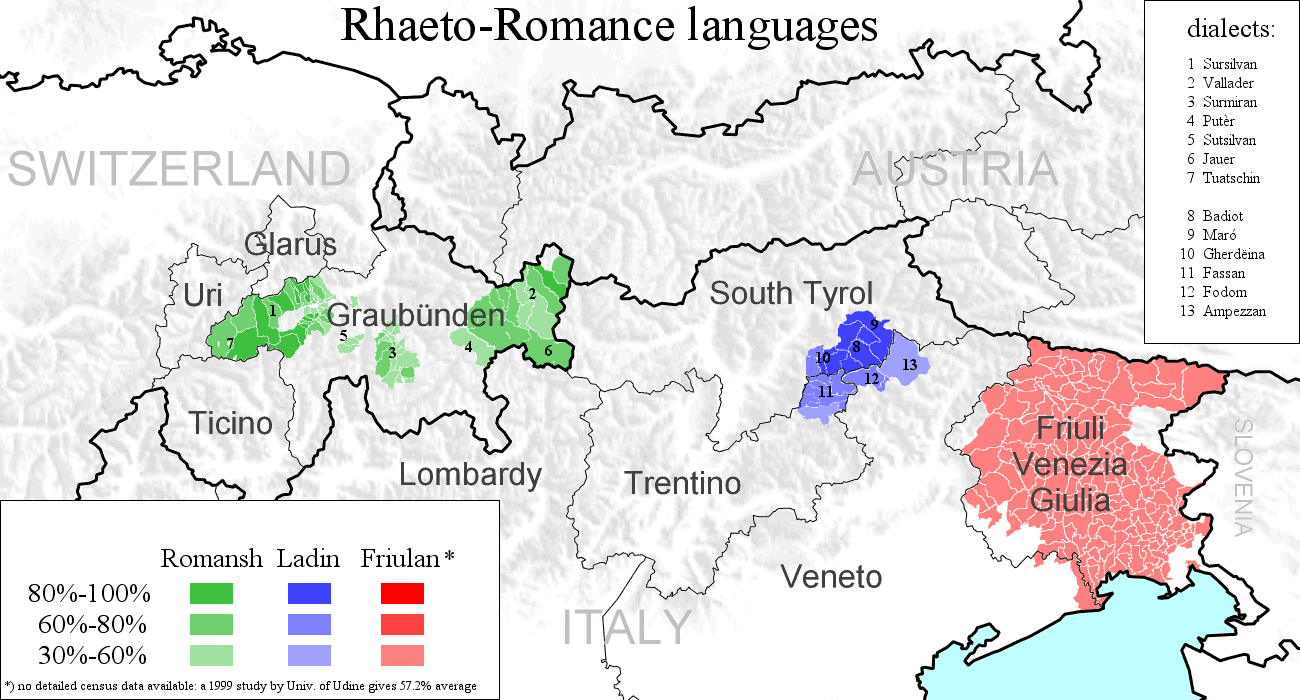
Verbreitungsgebiete der rätoromanischen Sprachen, wo deren Anteil mindestens 30 % beträgt

Als rätoromanische Sprachen – auch Ladinisch, Räto-Friaulisch oder Alpenromanisch – wird eine Gruppe romanischer Sprachen in der Schweiz und Italien bezeichnet, nämlich Bündnerromanisch (im Schweizer Kanton Graubünden), Dolomitenladinisch (im Dolomitengebiet) und Friaulisch (in Friaul).
Die Frage, ob diese drei Sprachen, die kein zusammenhängendes Sprachgebiet besitzen, eine genetische Einheit innerhalb des Romanischen bilden, wurde lange diskutiert und ist bis heute nicht entschieden. Von den Gegnern dieser Einheit wird meist auch die Bezeichnung „rätoromanisch“ als zusammenfassende Bezeichnung der drei Sprachen abgelehnt, stattdessen verwenden sie diese Bezeichnung ausschließlich für das Bündnerromanische. Der Begriff „Rätoromanisch“ wurde im späten 19. Jahrhundert vom Romanisten Theodor Gartner bekannt gemacht, wo er im Titel seiner Raetoromanischen Grammatik von 1883 und seines Handbuchs der rätoromanischen Sprache von 1913 erscheint. Verwendet wurde er allerdings schon Jahrzehnte vorher, zum Beispiel in Otto Carischs Grammatischen Formenlehre von 1851, wo von der «rhätoromanischen Sprache» die Rede ist. Er geht auf den Namen der römischen Provinz Raetia zurück.
Innerhalb der Romania werden die rätoromanischen Sprachen angesichts ihrer klaren Übereinstimmungen und Ähnlichkeiten mit ihren galloromanischen und norditalienischen/galloitalischen Nachbarsprachen (insbesondere dem Lombardischen) bisweilen der Galloromania zugeordnet.

## Questione Ladina
Die Diskussion über Art und Grad der Verwandtschaft dieser drei Sprachen bildet den Kern der Questione Ladina. Vereinfachend lassen sich die beiden gegensätzlichen Positionen wie folgt beschreiben:
- Es gibt eine genetische Einheit der Sprachen Bündnerromanisch, Dolomitenladinisch und Friaulisch, also eine unità ladina (italienisch für „ladinische Einheit“). Rätoromanisch bezeichnet in diesem Fall eine klar definierte genetische Untereinheit des Romanischen, die aus diesen drei Sprachen oder Dialektgruppen besteht.
- Eine solche genetische Einheit existiert nicht, da die drei Dialektgruppen keine gemeinsamen Innovationen und definierenden linguistischen Merkmale aufweisen, die sie hinlänglich von anderen romanischen Varietäten unterscheiden. Rätoromanisch bezeichnet demnach lediglich eine Restgruppe alpenromanischer Varietäten, die nicht Dialekt einer der großen romanischen Kultursprachen Italienisch oder Französisch sind. (Für manche Autoren verliert die Bezeichnung damit ihre Berechtigung.)

Man kann die drei rätoromanischen Idiome, die kein zusammenhängendes Sprachgebiet besitzen, also als Restdialekte des Lateins der römischen Provinz Raetia ansehen, die sich keiner anderen romanischen Sprache zuordnen oder nicht als deren Dialekt einstufen lassen (Französisch, Italienisch). In der Tat entwickelten sich die rätoromanischen Mundarten weitgehend unabhängig von den benachbarten romanischen Kultursprachen und standen mit diesen seit der Römerzeit nur wenig oder gar nicht in Wechselwirkung.
Im nichtlinguistischen Sprachgebrauch der Schweiz bezieht sich „Rätoromanisch“ ausschließlich auf das Bündnerromanische, wobei die alpinlombardischen Dialekte der Bündner Südtäler Bergell, Puschlav, Misox und Calanca nicht mitgemeint sind. In diesem Artikel werden die rätoromanischen Sprachen jedoch im weiteren Sinne der Romanistik betrachtet, ohne damit eine Entscheidung in der Frage ihrer genetischen Einheit zu treffen.

## Gliederung

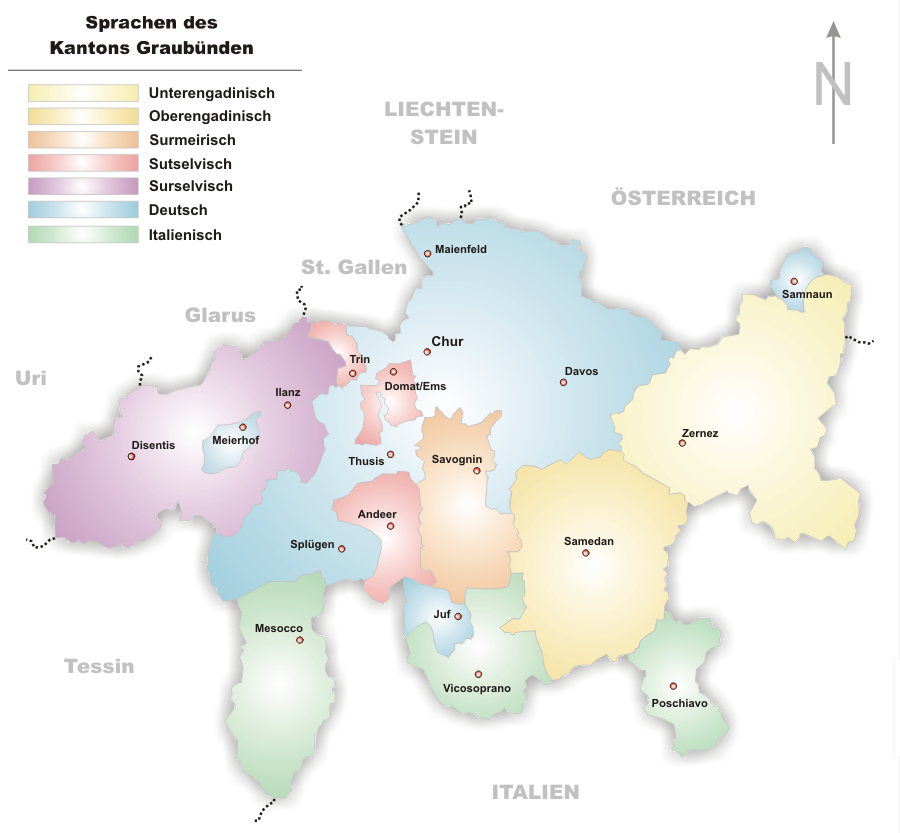
Verbreitungsgebiet der einzelnen romanischen Idiome im Kanton Graubünden in der Ostschweiz

Die drei rätoromanischen Sprachen weisen – unabhängig von der Frage ihrer genetischen Einheit – folgende dialektale Gliederung auf:
Bündnerromanisch (in der Schweiz) 
- Surselvisch (Sursilvan dt. auch Obwaldisch)
- Sutselvisch (Sutsilvan, dt. auch Nidwaldisch)
- Surmeirisch (Surmiran)
- Oberengadinisch (Putèr)
- Unterengadinisch (Vallader)
- Münstertalisch (Jauer)
- Rumantsch Grischun (von Heinrich Schmid konstruierte Schriftsprache des Bündnerromanischen)

Ladinisch (in Italien)
- Maréo/Badiot (Ennebergisch/Abteitalisch)
- Gherdëina (Grödnerisch)
- Fascian (Fassanisch)
- Anpezan (Ampezzanisch)
- Fodom (Buchensteinisch)
- Låger (Laager)
- Nones (Nonsbergerisch)
- Solander (Sulztaler)
- Ladin Dolomitan (von Heinrich Schmid konstruierte Schriftsprache des Dolomitenladinischen)

Furlan(isch) oder Friaulisch (in Italien)
- Zentralfriaulisch, gesprochen in der ehemaligen Provinz Udine
- Nordfriaulisch, gesprochen in Karnien
- Südost-Friaulisch, gesprochen in Bassa Friulana und in der Gegend um den Fluss Isonzo
- Westfriaulisch, gesprochen in der ehemaligen Provinz Pordenone

Eine vorläufige phylogenetische Klassifizierung, die auf einer Grundwortschatzanalyse beruht, identifiziert eine primäre Aufspaltung in Bündnerromanisch in der Schweiz und Ladinisch in Italien. Des Weiteren zeigt die Analyse eine sekundäre Trennung innerhalb der Schweiz zwischen Engadinisch und den übrigen bündnerromanischen Sprachen. In Italien zeigt sich ebenfalls eine sekundäre Trennung, und zwar offensichtlich bedingt durch das Dolomitengebirge, das Ladinisch in einen nördlichen und einen südlichen Zweig unterteilt, wobei Friaulisch dem südlichen Zweig zugeordnet wird.
In dieser Studie beträgt die Divergenz der rätoromanischen Sprachen von ihrem rekonstruierten lexikalischen Vorfahren im Durchschnitt etwa 7 %. Dieses entspricht einer Zeittiefe von etwa 500 Jahren, wenn die (umstrittene) glottochronologische Zerfallsrate von 14 % pro Jahrtausend zutrifft. Jedoch ist der früheste vorhandene alpinromanische Text etwas älter und wird auf etwa 1200 datiert.

### Allgemein
- Ladinien (Karte aller rätoromanischen Sprachen)

### Bündnerromanisch
- RadioTelevisiun Svizra Rumantscha. (Rundfunk- und Fernsehsendungen auf Rätoromanisch)
- Lia Rumantscha: Dachverband
- GiuRu – Giuventetgna Rumantscha (Bündnerromanische Jugendorganisation)
- Pro Idioms (Organisation zum Schutz der Einzelvarietäten des Bündnerromanischen gegenüber Rumantsch Grischun)
- 80 Jahre Rätoromanisch als vierte Landessprache In: Zeitblende von Schweizer Radio und Fernsehen vom 10. Februar 2018 (Audio)

### Dolomitenladinisch
- Rai Radio TV Ladina (Fernsehsendungen auf Dolomitenladinisch)

### Friaulisch
- Radio Onde Furlane (Furlanischer Rundfunk)